# Dream Lover
"Dream Lover" là một bài hát do Bobby Darin sáng tác và thu âm ngày 6 tháng 4 năm 1959. Darin quyết định phát triển một số thay đổi hòa âm ông thực hiện trên piano và thêm vào âm thanh đàn dây và thanh nhạc. Bài hát được Ahmet Ertegun và Jerry Wexler sản xuất và Tom Dowd sắp đặt. Bài hát trở thành nổi tiếng, đứng thứ #2 trên bảng xếp hạng tại Mỹ trong 1 tuần và #4 trên bảng xếp hạng R&B. Xếp đầu bảng nước Mỹ lúc đó là bài "The Battle of New Orleans" của Johnny Horton. Sau đó bài hát này được xếp hạng đầu tiên trong bảng xếp hạng tại Anh trong 4 tuần liền trong tháng 6 và 7 năm 1959. Atco Records phát hành bài này như một đĩa đơn năm 1959. Bên cạnh giọng hát của Darin, bài hát có Neil Sedaka chơi piano.